# Magyarország a 2023-as atlétikai világbajnokságon
Magyarország a Budapesten megrendezésre került 2023-as atlétikai világbajnokság egyik részt vevő nemzete.

## Kvalifikáció
Kozák Luca gátfutásban 2022. augusztus 21-én szerzett indulási jogot, az Európa-bajnokság elődöntőjében elért 12,69-as magyar csúcsával. 2023. május 25-én Molnár Attila 400 méteren országos csúcsot (44,98) futott, ezzel teljesítette a 45 másodperces kvalifikációs szintet. Június 21-én az Európa-játékokon Bartha-Kéri Bianka 800 méteren ért el a vb indulást biztosító eredményt. Ugyancsak teljesítette a vb szintet  Halász Bence (kalapácsvetés) is.
Az utcai számokban a 2023 május 30-i ranglisták alapján négy magyar versenyző indulása vált biztossá: Női gyaloglásban Madarász Viktória (szintidő) és Récsei Rita (47.), férfi gyaloglásban Helebrandt Máté (42.), női maratonon Szabó Nóra (74.). Egy hét múlva a World Athletics a női maratonon a várólistás Kovács-Garami Katalinnak is indulási jogot adott.
A kvalifikációs ranglisták július végi zárása után 25 főre növekedett a magyar csapat létszáma. Augusztus   8-án a Magyar Atlétikai Szövetség bejelentette, hogy saját jogon végül 32 magyar indulhat, továbbá 31 sportoló a rendező ország versenyzőjeként szabadkártyát kapott.
A váltók tartalékjai, akik végül nem jutottak indulási lehetőséghez: Bundschu Patrik (4 × 100 m), Nadj Levente (4 × 400 m), Nguyen Anasztázia (4 × 100 m), Kriszt Sarolta, Mohai Regina és Simon Virág (4 × 400 m).

## Érmesek
| Érem      | Versenyző    | Versenyszám   | Dátum         |
| --------- | ------------ | ------------- | ------------- |
| Bronzérem | Halász Bence | kalapácsvetés | augusztus 20. |

## Eredmények

### Férfi
| Versenyző                                               | Versenyszám     | Selejtező | Selejtező | Selejtező | Előfutam | Előfutam | Előfutam | Elődöntő | Elődöntő | Elődöntő | Döntő   | Döntő    |
| Versenyző                                               | Versenyszám     | Idő       | Hely.     | Össz.     | Idő      | Hely.    | Össz.    | Idő      | Hely.    | Össz.    | Idő     | Helyezés |
| ------------------------------------------------------- | --------------- | --------- | --------- | --------- | -------- | -------- | -------- | -------- | -------- | -------- | ------- | -------- |
| Boros Bence                                             | 100 m           | 10,70     | 2.        | 5.        | 10,70    | 8.       | 48.      | kiesett  | kiesett  | kiesett  | kiesett | kiesett  |
| Wahl Zoltán                                             | 200 m           |           |           |           | 20,90    | 5.       | 40.      | kiesett  | kiesett  | kiesett  | kiesett | kiesett  |
| Molnár Attila                                           | 400 m           |           |           |           | 44,84    | 3.       | 10.      | 45,02    | 6.       | 12.      | kiesett | kiesett  |
| Huller Dániel                                           | 800 m           |           |           |           | 1:47,41  | 7.       | 36.      | kiesett  | kiesett  | kiesett  | kiesett | kiesett  |
| Vindics Balázs                                          | 800 m           |           |           |           | 1:47,18  | 5.       | 35.      | kiesett  | kiesett  | kiesett  | kiesett | kiesett  |
| Szögi István                                            | 1500 m          |           |           |           | 3:37,57  | 11.      | 32.      | kiesett  | kiesett  | kiesett  | kiesett | kiesett  |
| Kovács Ferenc Soma                                      | 5000 m          |           |           |           | 14:11,99 | 21.      | 41.      |          |          |          | kiesett | kiesett  |
| Szeles Bálint                                           | 110 m gát       |           |           |           | 13,77    | 8.       | 35.      | kiesett  | kiesett  | kiesett  | kiesett | kiesett  |
| Bánóczy Árpád                                           | 400 m gát       |           |           |           | 50,31    | 8.       | 35.      | kiesett  | kiesett  | kiesett  | kiesett | kiesett  |
| Palkovits István                                        | 3000 m akadály  |           |           |           | 8:29,37  | 7.       | 26.      |          |          |          | kiesett | kiesett  |
| Szemerei Levente                                        | Maraton         |           |           |           |          |          |          |          |          |          | 2:17:20 | 40.      |
| Helebrandt Máté                                         | 20 km gyaloglás |           |           |           |          |          |          |          |          |          | 1:21:16 | 23.      |
| Venyercsán Bence                                        | 35 km gyaloglás |           |           |           |          |          |          |          |          |          | 2:40:34 | 30.      |
| Illovszky Dominik Boros Bence Szabó Dániel Pap Márk     | 4 × 100 m       |           |           |           | 39,55    | 6.       | 13.      |          |          |          | kiesett | kiesett  |
| Steigerwald Ernő Wahl Zoltán Kovács Árpád Molnár Attila | 4 × 400 m       |           |           |           | 3:02,65  | 9.       | 16.      |          |          |          | kiesett | kiesett  |

| Versenyző         | Versenyszám   | Selejtező | Selejtező | Döntő    | Döntő     |
| Versenyző         | Versenyszám   | Eredmény  | Helyezés  | Eredmény | Helyezés  |
| ----------------- | ------------- | --------- | --------- | -------- | --------- |
| Németh Mátyás     | Távolugrás    | 7,79 m    | 19.       | kiesett  | kiesett   |
| Török Gergely     | Magasugrás    | 2,14 m    | 32.       | kiesett  | kiesett   |
| Szenderffy Dániel | Hármasugrás   | 15,38 m   | 30.       | kiesett  | kiesett   |
| Tóth Balázs       | Súlylökés     | 17,37 m   | 35.       | kiesett  | kiesett   |
| Szikszai Róbert   | Diszkoszvetés | 60,64 m   | 30.       | kiesett  | kiesett   |
| Halász Bence      | Kalapácsvetés | 78,13 m   | 3.        | 80,82 m  | Bronzérem |
| Varga Donát       | Kalapácsvetés | 72,02 m   | 25.       | kiesett  | kiesett   |
| Rába Dániel       | Kalapácsvetés | 73,14 m   | 15.       | kiesett  | kiesett   |
| Herczeg György    | Gerelyhajítás | 76,18 m   | 23.       | kiesett  | kiesett   |

### Női

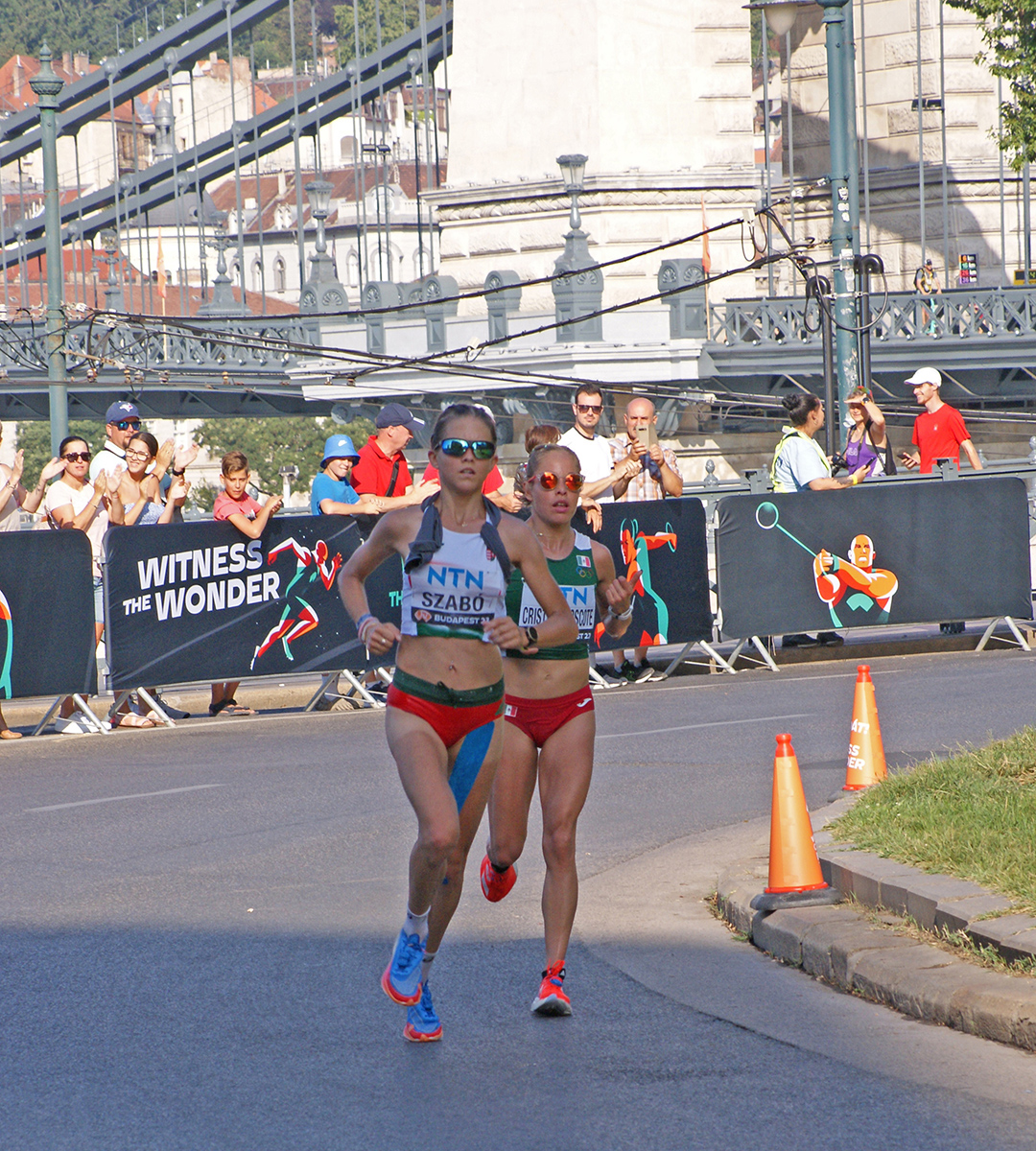
Szabó Nóra 24. helyezett lett maratonfutásban.

| Versenyző                                                  | Versenyszám     | Selejtező | Selejtező | Selejtező | Elődöntő | Elődöntő | Elődöntő | Döntő   | Döntő    |
| Versenyző                                                  | Versenyszám     | Idő       | Hely.     | Össz.     | Idő      | Hely.    | Össz.    | Idő     | Helyezés |
| ---------------------------------------------------------- | --------------- | --------- | --------- | --------- | -------- | -------- | -------- | ------- | -------- |
| Takács Boglárka                                            | 100 m           | 11,18     | 3.        | 19.       | 11,26    | 8.       | 23.      | kiesett | kiesett  |
| Takács Boglárka                                            | 200 m           | 23,24     | 4.        | 29.       | kiesett  | kiesett  | kiesett  | kiesett | kiesett  |
| Sulyán Alexa                                               | 200 m           | 23,47     | 6.        | 35.       | kiesett  | kiesett  | kiesett  | kiesett | kiesett  |
| Rapai Fanni                                                | 400 m           | 52,73     | 7.        | 40.       | kiesett  | kiesett  | kiesett  | kiesett | kiesett  |
| Bartha-Kéri Bianka                                         | 800 m           | 2:00,20   | 4.        | 18.       | 2:01,68  | 8.       | 23.      | kiesett | kiesett  |
| Tóth Lili Anna                                             | 1500 m          | 4:11,08   | 13.       | 49.       | kiesett  | kiesett  | kiesett  | kiesett | kiesett  |
| Wagner-Gyürkés Viktória                                    | 5000 m          | 15:29,42  | 16.       | 30.       |          |          |          | kiesett | kiesett  |
| Kerekes Gréta                                              | 100 m gát       | 13,09     | 7.        | 32.       | kiesett  | kiesett  | kiesett  | kiesett | kiesett  |
| Kozák Luca                                                 | 100 m gát       | 12,71     | 3.        | 15.       | 12,73    | 4.       | 13.      | kiesett | kiesett  |
| Tóth Anna                                                  | 100 m gát       | 12,95     | 6.        | 27.       | kiesett  | kiesett  | kiesett  | kiesett | kiesett  |
| Molnár Janka                                               | 400 m gát       | 56,21     | 7.        | 30.       | kiesett  | kiesett  | kiesett  | kiesett | kiesett  |
| Oláh Barbara                                               | 20 km gyaloglás |           |           |           |          |          |          | 1:35:55 | 34.      |
| Madarász Viktória                                          | 20 km gyaloglás |           |           |           |          |          |          | 1:36:13 | 35.      |
| Madarász Viktória                                          | 35 km gyaloglás |           |           |           |          |          |          | 2:53:30 | 16.      |
| Récsei Rita                                                | 35 km gyaloglás |           |           |           |          |          |          | 2:59:37 | 22.      |
| Szabó Nóra                                                 | Maraton         |           |           |           |          |          |          | 2:33:28 | 24.      |
| Kovács-Garami Katalin                                      | Maraton         |           |           |           |          |          |          | 2:44:02 | 57.      |
| Kerekes Gréta Csóti Jusztina Takács Boglárka Kocsis Anna   | 4 × 100 m       | 43,38     | 7.        | 14.       |          |          |          | kiesett | kiesett  |
| Nádházy Evelyn Bartha-Kéri Bianka Rapai Fanni Molnár Janka | 4 × 400 m       | 3:27,79   | 5.        | 11.       |          |          |          | kiesett | kiesett  |

| Versenyző            | Versenyszám   | Selejtező | Selejtező | Döntő    | Döntő    |
| Versenyző            | Versenyszám   | Eredmény  | Helyezés  | Eredmény | Helyezés |
| -------------------- | ------------- | --------- | --------- | -------- | -------- |
| Bánhidi-Farkas Petra | Távolugrás    | 6,37 m    | 27.       | kiesett  | kiesett  |
| Lesti Diana          | Távolugrás    | 6,25 m    | 31.       | kiesett  | kiesett  |
| Fekete Fédra         | Magasugrás    | 1,80 m    | 33.       | kiesett  | kiesett  |
| Klekner Hanga        | Rúdugrás      | 4,50 m    | 18.       | kiesett  | kiesett  |
| Szabó Beatrix        | Hármasugrás   | 12,79 m   | 36.       | kiesett  | kiesett  |
| Márton Anita         | Súlylökés     | 17,85 m   | 20.       | kiesett  | kiesett  |
| Kerekes Dóra         | Diszkoszvetés | 54,41 m   | 33.       | kiesett  | kiesett  |
| Gyurátz Réka         | Kalapácsvetés | 66,81 m   | 33.       | kiesett  | kiesett  |
| Szilágyi Réka        | Gerelyhajítás | 56,21 m   | 20.       | kiesett  | kiesett  |
| Moravcsik Angéla     | Gerelyhajítás | 55,10 m   | 26.       | kiesett  | kiesett  |

| Versenyző     | Versenyszám | 100 m gát | 100 m gát | Magasugrás | Magasugrás | Súlylökés | Súlylökés | 200 m | 200 m | Távolugrás | Távolugrás | Gerelyhajítás | Gerelyhajítás | 800 m   | 800 m | Végeredmény | Végeredmény |
| Versenyző     | Versenyszám | Idő       | Pont      | Eredmény   | Pont       | Eredmény  | Pont      | Idő   | Pont  | Eredmény   | Pont       | Eredmény      | Pont          | Idő     | Pont  | Pont        | Helyezés    |
| ------------- | ----------- | --------- | --------- | ---------- | ---------- | --------- | --------- | ----- | ----- | ---------- | ---------- | ------------- | ------------- | ------- | ----- | ----------- | ----------- |
| Krizsán Xénia | Hétpróba    | 13,48     | 1053      | 177 cm     | 941        | 14,18 m   | 806       | 25,16 | 872   | 6,30 m     | 943        | 51,23 m       | 884           | 2:08,93 | 980   | 6479        | 4.          |
| Nemes Rita    | Hétpróba    | 13,63     | 1031      | 177 cm     | 941        | 12,97 m   | 725       | 25,04 | 883   | 6,29 m     | 940        | 44,68 m       | 757           | 2:10,65 | 955   | 6232        | 10.         |

### Vegyes
| Versenyző                                                 | Versenyszám | Selejtező | Selejtező | Selejtező | Elődöntő | Elődöntő | Elődöntő | Döntő   | Döntő    |
| Versenyző                                                 | Versenyszám | Idő       | Hely.     | Össz.     | Idő      | Hely.    | Össz.    | Idő     | Helyezés |
| --------------------------------------------------------- | ----------- | --------- | --------- | --------- | -------- | -------- | -------- | ------- | -------- |
| Molnár Attila Bartha-Kéri Bianka Wahl Zoltán Molnár Janka | 4 × 400 m   | 3:14,08   | 5.        | 10.       |          |          |          | kiesett | kiesett  |